# Сарваш
Сарваш (угор. Szarvas) — місто в південно-східній Угорщини. Знаходиться в медьє Бекеш. Назва міста перекладається на українську мову як «олень».

## Міста побратими
- Сердобськ, Росія
- Бараолт, Румунія
- Влехіца, Румунія
- Шимлеу-Сілванієй, Румунія
- Малацкі, Словаччина
- Попрад, Словаччина
- Кеуруу, Фінляндія

| Угорщина | Це незавершена стаття з географії Угорщини. Ви можете допомогти проєкту, виправивши або дописавши її. |